# 森本矗
森本 矗（もりもと なおみ、1935年9月28日 - 1997年1月30日）は、日本の西洋経済史学者。

## 人物・来歴
大阪府大阪市生まれ。1958年同志社大学経済学部卒、関西大学商学部大学院、1976年「14世紀イングランド北東部における商業の展開とダラム司教座聖堂付属修道院の経済との関係について」で商学博士。名古屋学院大学助教授、1974年教授、1989年帝塚山大学経済学部教授。
1997年、多臓器不全のため死去。

## 著書
- 『中世末期の教会領研究 ダラム司教座聖堂付属修道院領について』(名古屋学院大学産業科学研究所研究叢書 ミネルヴァ書房, 1977.10
- 『経済思想史』晃洋書房, 1982.5
- 『修道院の物資調達と市場 ダラム司教座聖堂付属修道院の場合』(名古屋学院大学産業科学研究所研究叢書 晃洋書房, 1983.3
- 『企業者史学』晃洋書房, 1984.1
- 『経営史学の形成と発展』晃洋書房, 1987.4
- 『中世英国修道院の経済生活 :ダラム司教座聖堂付属修道院の場合』晃洋書房, 1990.6
- 『ウィリアム・エリスの経済思想 古典派経済学の流れのなかで』晃洋書房, 1996.4